# Swedish House Mafia
Swedish House Mafia (abrégé S.H.M.) est un groupe suédois de musique dance, originaire de Stockholm. Il se compose de trois disc jockeys que sont Axwell, Sebastian Ingrosso et Steve Angello. En 2011, le trio se classe 10e dans le classement annuel du DJ Magazine.
Le 24 juin 2012, le groupe annonce sur son site officiel que sa tournée en cours serait sa dernière ensemble. Ses membres se séparent le 24 mars 2013 après leur concert à l'Ultra Music Festival (UMF) de Miami. Depuis 2014, Axwell et Sebastian Ingrosso forment le groupe Axwell Λ Ingrosso. Le 25 mars 2018, cinq ans après sa dernière apparition sur scène, Swedish House Mafia annonce son retour, pour les 20 ans de l'UMF.

## Histoire

### Débuts (2005–2008)
Avant la Swedish House Mafia, Axwell, Steve Angello et Sebastian Ingrosso ont joué en tant que DJ solo à la fin des années 1990 et au début des années 2000. Steve Angello et Sebastian Ingrosso se sont connus alors qu'ils grandissaient à Stockholm et collaboraient souvent ensemble sous différents pseudonymes au début de leur carrière. Des collaborations avec Axwell ont eu lieu plus tard au cours de la décennie, alors que le couple a découvert le DJ suédois lors d’une rencontre. Vers le milieu des années 2000, Axwell, Steve Angello et Sebastian Ingrosso se retrouvèrent souvent à jouer ensemble, accompagnés de leur collègue DJ suédois Eric Prydz. Le nom Swedish House Mafia a été créé après que des amis et des fans eurent commencé à les étiqueter alors qu'ils jouaient de plus en plus de concerts, les quatre étant officiellement appelés pour la première fois Swedish House Mafia en mars 2007 lors de la Winter Music Conference. Finalement, le groupe a officiellement adopté le nom à la fin de 2008, Prydz ayant décidé de ne pas rejoindre le groupe, se décrivant comme un « maniaque du contrôle » dans le studio qui ne peut pas accepter la collaboration, même avec des amis proches. Prydz a annoncé qu'il quitterait le groupe peu de temps après la création officielle du collectif en novembre 2008,.

### Until OneetTake One(2009–2010)

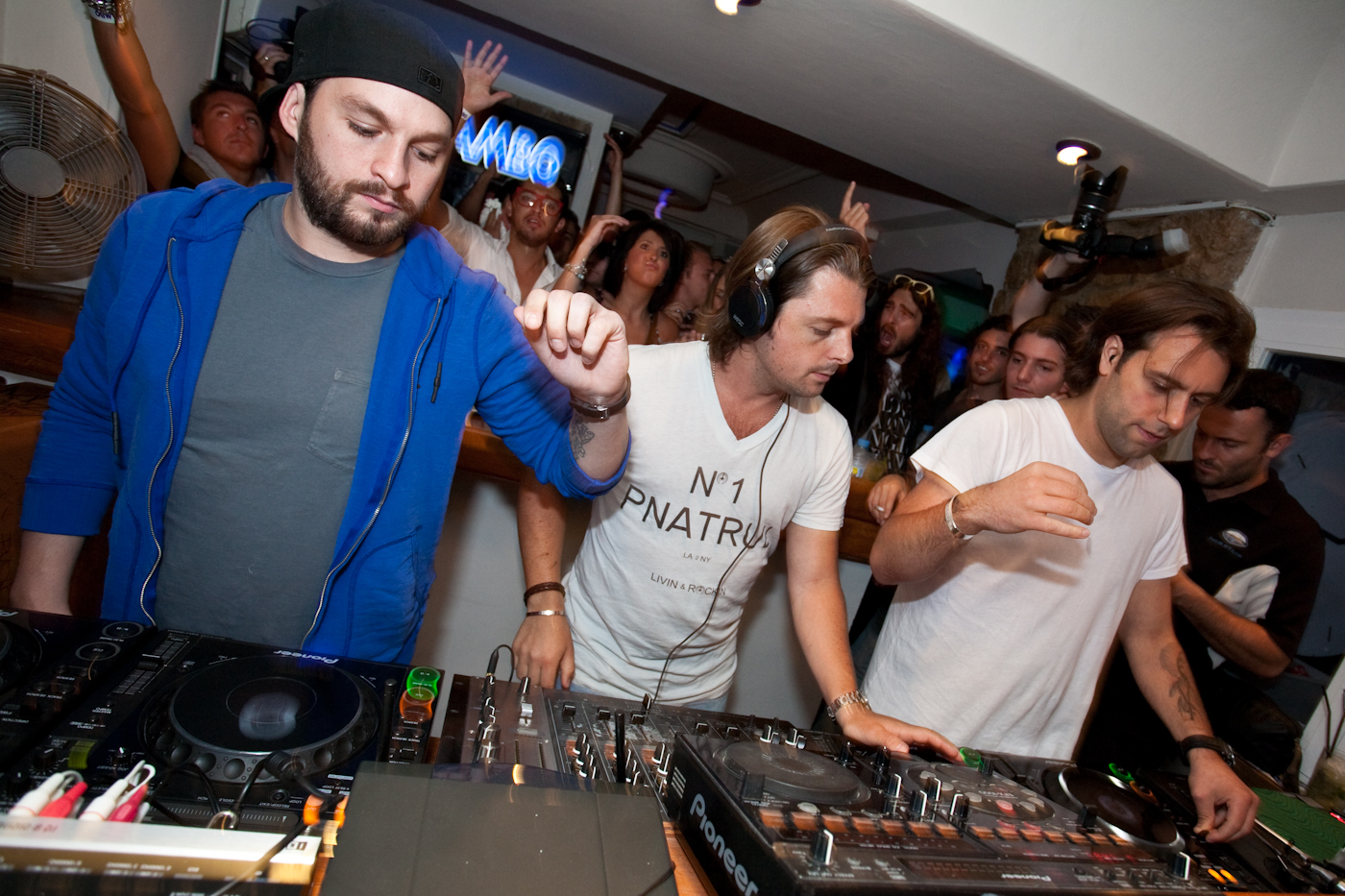
Le trio au Cafe Mambo à Ibiza.

La première production produite par le groupe est Get Dumb, qui est produite avec Laidback Luke et sortie en 2007. En 2009, Swedish House Mafia fait de nouveau équipe avec Laidback Luke pour produire le morceau Leave the World Behind, composé de la voix de Deborah Cox. Bien qu'aucune de ces chansons ne soit publiée sous le nom de Swedish House Mafia, cette dernière figurera à la longue sur le premier album de compilation du groupe Until One.
En 2010, Swedish House Mafia signe un contrat d'enregistrement avec Polydor (anciennement Polygram), d'UMG après une brouille avec le précédent label EMI, en raison d'idées divergentes. Ils ont sorti One, leur premier single officiel sous le nom de Swedish House Mafia, sur Beatport le 2 mai 2010, où ils ont remporté un succès international, se classant au 7e rang du classement britannique Singles Chart. Le groupe a ensuite suivi avec une version vocale tout aussi bien reçue mettant en vedette Pharrell Williams, renommée One (Your Name). Leur prochain single, Miami 2 Ibiza, avec Tinie Tempah, sort le 1er octobre 2010. Il figure au no 4 du classement britannique et figurait dans le premier album studio de Tinie Tempah, Disc-Overy. Les deux titres sont tirés du premier album de compilation du groupe, Until One sort le 22 octobre 2010, une collection de productions et de remix de Swedish House Mafia en tant que groupe et en tant qu'individus, ainsi que d'autres artistes. Il a obtenu un prix BPI Gold Sales au Royaume-Uni et un prix GLF Platinum Sales en Suède.
Le 29 novembre 2010, la Swedish House Mafia publie son premier documentaire sur DVD intitulé Take One. Le film est tourné sur une période de 2 ans, 253 concerts et 15 pays du réalisateur suédois Christian Larson. Il commente sur Take One en disant « Ce n'est pas du tout narré. Ce ne sont que des séquences et c'est une histoire. Tout est chronologique. C'est juste que je les suis et qu'ils deviennent des personnages dans leur propre film. Tout cela s'est passé assez naturellement. parce qu'ils sont tous des personnages si forts, tous les trois. » Le documentaire commence avec Swedish House Mafia en studio avec Laidback Luke dans Leave the World Behind et se termine au festival Ultra Music Festival en 2010 avec la création de leur tube One.

### Until Now,One Last Touret séparation (2011–2013)

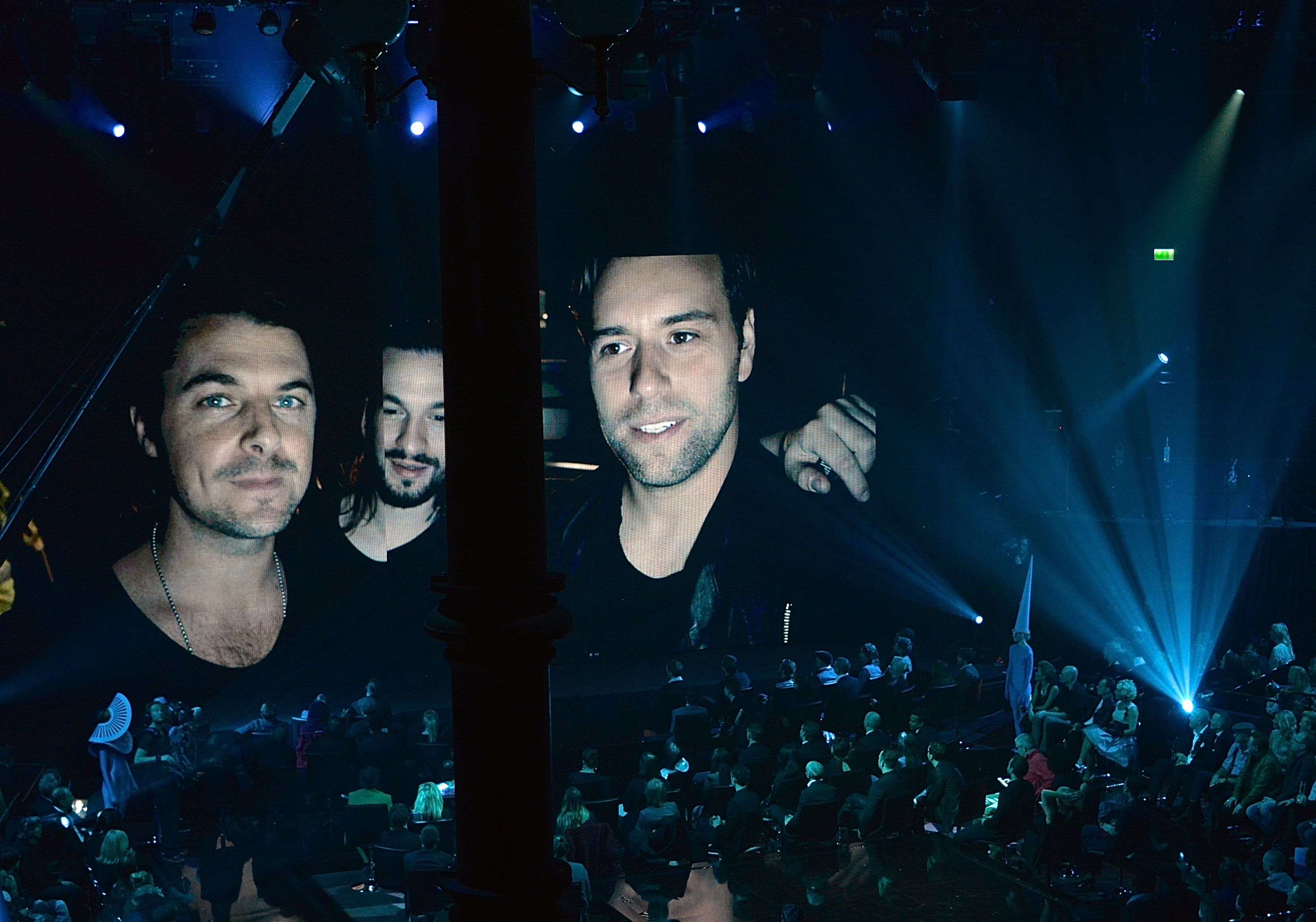
Swedish House Mafia à på Grammisgalan en 2013, sur la tournée One Last Tour.

En mai 2011, Swedish House Mafia a publié un nouveau single, Save the World, mettant en vedette John Martin au chant. Cette chanson a été un succès commercial et a été classée au dixième rang des charts britanniques et 4e en Suède. Plus tard cette année-là, le 16 décembre, ils ont sorti le morceau Antidote avec Knife Party et leur effort solo Greyhound le 12 mars 2012. Leur chanson finale Don't You Worry Child, mettant également en vedette John Martin, est sortie le 14 septembre 2012 et devient le numéro 1 en Australie, en Suède et au Royaume-Uni. Ainsi que de devenir un top 10 dans la plupart des autres pays. Le même mois, le 17 septembre, le groupe annonça la sortie d'un deuxième album de compilation intitulé Until Now, qui devint plus tard la bande-son officielle de leur One Last Tour. Il contenait les quatre singles mentionnés plus les singles de Until One avec des chansons et des remixes des membres du groupe et des autres DJ. L'album contenait également deux remix exclusifs de Swedish House Mafia, l'un de Every Teardrop Is A Waterfall de Coldplay, et Euphoria de Usher. Until Now est sorti le 19 octobre 2012, exactement deux ans après la sortie de leur premier album compilation Until One. L'album figurait dans les vingt premières pays dans divers pays d'Europe, d'Amérique du Nord et d'Océanie, dont le numéro 3 en Suède, ainsi que le numéro 1 sur les deux albums de compilation britanniques et irlandais. Jusqu'à présent, il a depuis certifié l'or en Australie et le platine au Royaume-Uni et en Suède
Le 24 juin 2012, il est annoncé via le site web du groupe que la dernière étape de leur tournée en 2012 serait la dernière « Aujourd'hui, nous souhaitons partager avec vous le fait que la tournée que nous allons suivre sera la dernière. Nous tenions à remercier chacun de vous qui est venu avec nous dans ce voyage. Nous sommes venus, nous avons déliré, nous avons aimé. » Ils ont annoncé trois dates de concert, la dernière étape de leur tournée devant être annoncée en août. Dans une interview accordée au magazine Rolling Stone au sujet de la dissolution du groupe, Steve Angello a déclaré « Nous avons simplement décidé que nous avions atteint un point où nous ne savions pas quelle serait la prochaine étape » et « nous avons dépassé nos rêves. et nous sommes venus très très loin ». Steve Angello a également déclaré qu'il se concentrait sur le développement de sa propre marque, Size Records, alors qu'il était en pause.
Le 24 septembre 2012, la Swedish House Mafia a annoncé les dates de sa tournée d'adieu, appelée One Last Tour. La tournée a débuté en novembre 2012 et s'est achevée en mars 2013. La tournée a été effectuée à travers le monde et le groupe s'est produit pour la première fois en Russie, en Inde et en Afrique du Sud. Les billets se sont vendus en quelques minutes et, en raison d'une demande extrêmement forte, de nouveaux concert ont été ajoutés. Une partie de la tournée a vu le trio jouer trois soirs à la Friends Arena de Stockholm, se produisant devant plus de 100 000 personnes au cours des trois nuits de novembre 2012. Il s'agissait de leur première et unique performance sur le sol suédois. Le groupe fait sa dernière apparition ensemble au Ultra Music Festival en 2013, complétant ainsi sa dernière tournée. La première nuit, le vendredi 15 mars, il est le groupe d'ouverture et le dernier soir, le dimanche 24 mars, ils clôturent le spectacle en se terminant par la phrase « Nous sommes venus, nous avons adoré, nous avons aimé », ce qui devient le mantra de tout le tour. Au cours de cette performance, John Martin, collaborateur assidu, rejoint le trio sur scène pour faire ses adieux et interpréter ses chansons Save the World et Don't You Worry Child, qui se terminent par une foule immense, que Billboard a qualifiée de « fin puissante [ pour les] trois Juggernauts,. »

### Pendant la séparation (2013–2018)
Après la conclusion du One Last Tour du groupe, les trois DJ ont poursuivi leur carrière en solo, certains de leurs singles les plus remarquables incluent : Center of the Universe, Wasted Love, Dark River, I Am, Reload et Children of the Wild.

### Retour (depuis 2018)

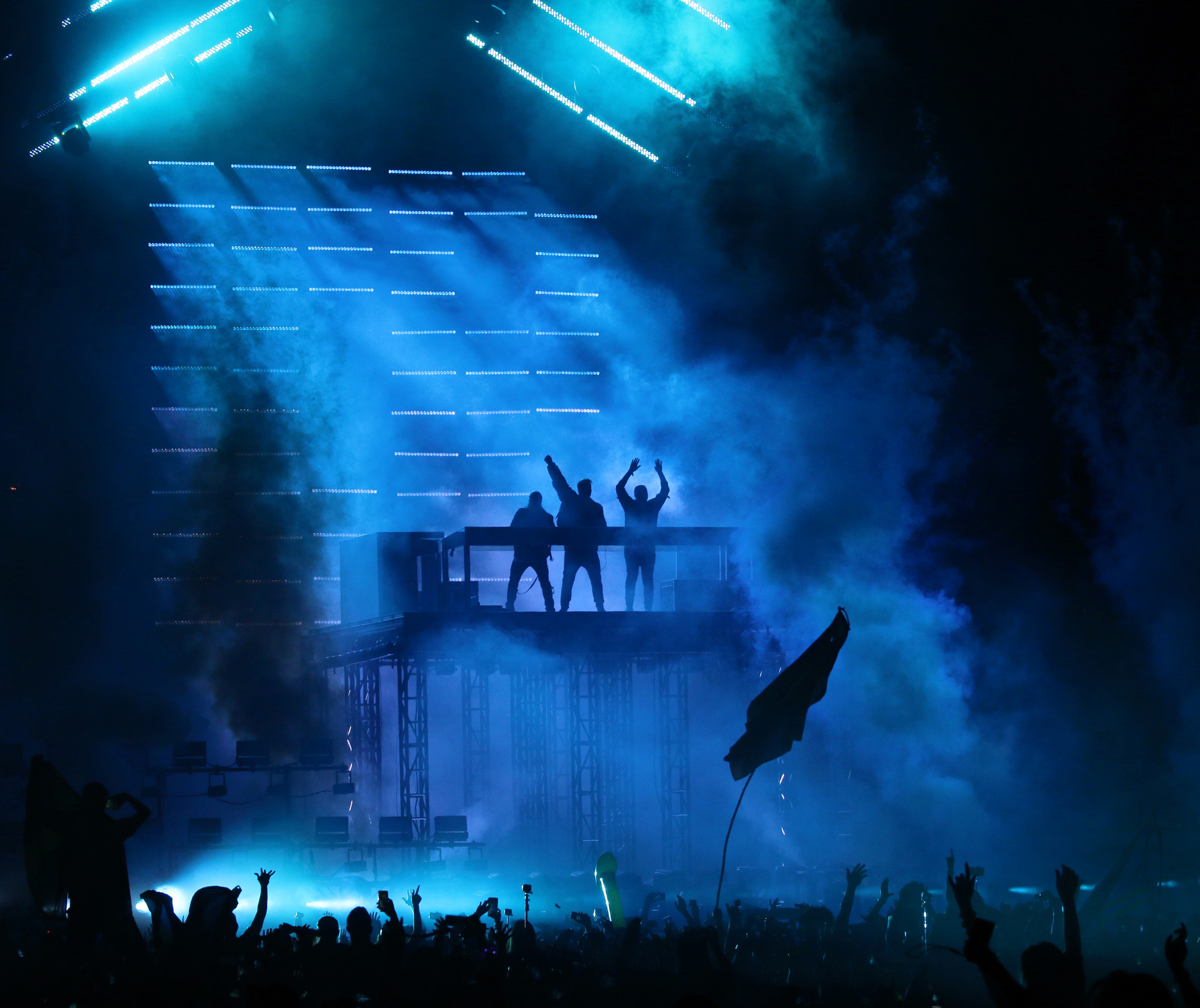
Réunion de la Swedish House Mafia à Ultra Miami.

Le 25 mars 2018, il est confirmé que Swedish House Mafia jouerait à Ultra Miami 2018, l'annonce de l'édition allemande de DJ Mag ayant été annoncée 24 heures seulement avant le concert. L'année 2018 marquait le 20e anniversaire du festival et cinq ans après la séparation du groupe à Ultra Miami 2013, marquant ainsi la conclusion du One Last Tour du groupe. Le tournage commence après une pause de production de 30 minutes avec leur chanson d'ouverture Miami 2 Ibiza et Axwell annonçant : « Je m'appelle Axwell, voici Sebastian Ingrosso, et voici Steve Angello, et Miami, vous savez que nous sommes Swedish House Mafia. » On y a joué à la fois de la musique de la Swedish House Mafia et de la musique de leur projet solo, anciens et nouveaux, y compris leurs immenses succès Save the World et Don't You Worry Child qui, comme en 2013 , s'est terminée par une foule énorme. La performance s'est terminée par un rappel de One (Your Name) mélangé à Dream Bigger et Axwell annonçant « C'est la Swedish House Mafia à vie cette fois », suggérant peut-être l'avenir du trio. Billboard l'a décrit comme l'une des expériences musicales historiques de Miami.
Au cours d'une émission, Axwell Λ Ingrosso qui se tient à New York le 27 mai 2018, le duo a annoncé une tournée à venir de la Swedish House Mafia en 2019, Axwell demandant « Que faisons-nous maintenant? C'est un grand déménagement. Faut-il annuler le concert de Swedish House Mafia que nous planifions l'année prochaine? Nous ne sommes pas sûrs qu'ils soient prêts pour la Swedish House Mafia en 2019 », annonce la foule avant la fermeture du set. Cela est ensuite confirmé par Steve Angello dans une interview avec Sydsvenskan en déclarant « Cela se produit, évidemment ... Tous les détails ne sont pas définis, mais nous serons de retour en 2019. » Le 15 août 2018, Steve Angello confirme que le trio travaille sur de la nouvelle musique lors d'une interview avec le journal suédois Dagens Nyheter,. Le même mois, Axwell Λ Ingrosso fait également une pause afin de se concentrer sur la réunion de la Swedish House Mafia. Steve Angello confirme également une représentation au Mexique pour la tournée 2019 et indiqué que la Swedish House Mafia jouerait Tomorrowland 2019 par tous les moyens nécessaires. Le 20 octobre, Swedish House Mafia réintègre le palmarès des 100 meilleurs DJs de DJ Mag, atteignant le 63e rang. Le même jour, ils annoncent que des concerts à Stockholm auraient lieu dans le cadre de leur nouvelle tournée de 2019. Le 22 octobre, après avoir sifflé une annonce sur leur site Web, Swedish House Mafia ont confirmé que leur concert à Stockholm aurait lieu le 4 mai 2019 à la Tele2 Arena. La semaine suivante, deux autres dates, les 3 et 2 mai, ont été ajoutées en raison de la forte demande pour le concert. Le 8 novembre, via un post Twitter et après que plusieurs affiches teasers situées autour de Mexico aient été vues tout au long de la semaine, Swedish House Mafia a confirmé que son concert à Mexico aurait lieu le 18 mai 2019 au Foro Sol de Mexico. Ce serait le deuxième arrêt confirmé pour leur tournée à venir.
En octobre 2021 le groupe est cité dans l'affaire des Pandora Papers pour la création d'une société offshore aux Îles Vierges britanniques à des fins d'optimisation ou d'évasion fiscale.

## Membres

### Axel Hedfors

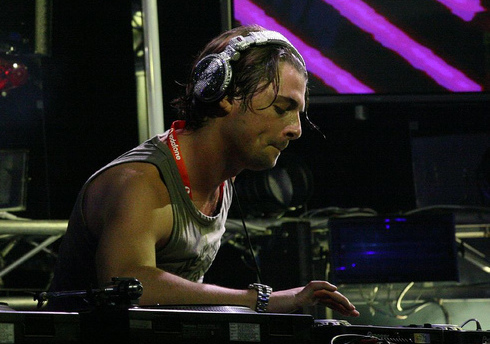
Axwell.

Axwell (né le 18 décembre 1977) s'est classé au 12e rang du Top 100 DJ Mag par le DJ Magazine en 2011. À la fin de 2004, Axwell a publié un hit mondial, Feel the Vibe, qui a été réédité sous Ministry of Sound en 2005 avec la voix additionnelle de Tara McDonald dans le rôle de Feel the Vibe ('Til the Morning Comes). Au printemps 2006, Axwell et Steve Angello, sous le pseudonyme de Supermode, ont remixé Smalltown Boy de Bronski Beat, en produisant Tell Me Why. En août 2007, Axwell a collaboré avec le performeur Max'C pour créer le morceau I Found U, qui a culminé au 6e rang du classement des singles au Royaume-Uni. Axwell a produit des remixes pour d’autres artistes, notamment Burn de Usher, Make Luv de Room 5, Clipse & Faith Evans "Ma, je ne l’aime pas", de Stonebridge Put 'Em High, le single Maybe de N.E.R.D et, plus récemment, Hard to Beat, Dreams de Deep Dish, Angel de Pharrell Williams, Nelly Furtado Promiscuous et Jump de Madonna. En 2012, Axwell a publié le «Axwell Mix» du morceau house progressif In My Mind, initialement publié par Ivan Gough et Feenixpawl via Axtone. Le mélange finirait par devenir un succès mondial.

### Steve Angello

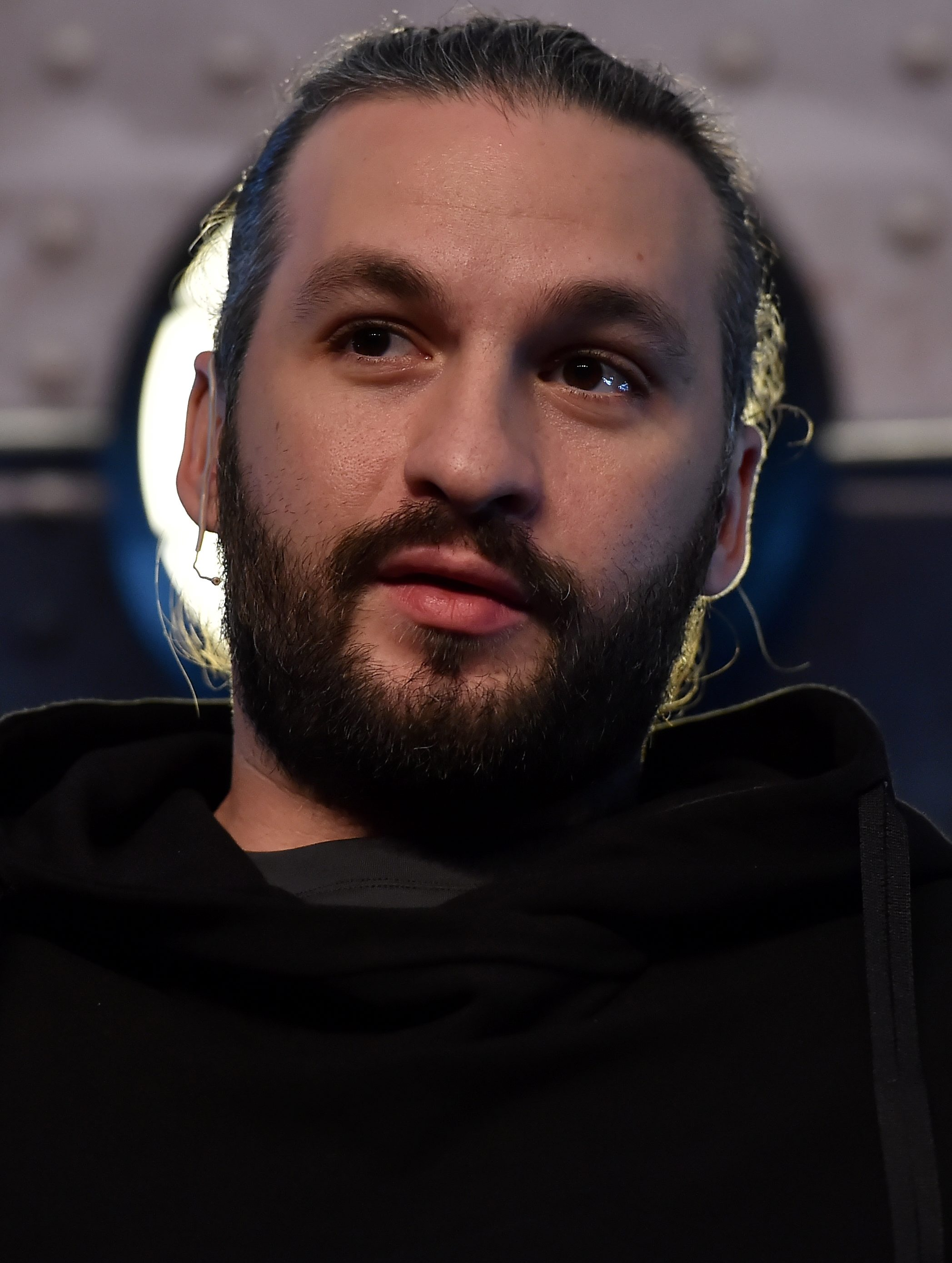
Steve Angello

Steve Angello (né le 22 novembre 1982) se classe 23e rang du Top 100 DJ Mag par le DJ Magazine en 2011. Steve Angello est devenu célèbre lorsqu'il a publié son remix d'Eurythmics Sweet Dreams à la fin de 2004. En 2007, son remix avec Laidback Luke de Show Me Love de Robin S. est sorti sur Data Records. Steve Angello produit sous plusieurs pseudonymes différents. À lui tout seul, il s’appelle Who's Who et a sorti des morceaux intitulés Not So Dirty et Sexy F*ck. Il travaille souvent en étroite collaboration avec son ami d’enfance, Sebastian Ingrosso, sur de nombreux projets. En plus de DJing, ils ont également produit sous les noms Buy Now, Fireflies, General Moders, Mode Hookers, Outfunk et The Sinners. Plus récemment, ils ont sorti Bodycrash sous leur pseudonyme Buy Now, dans lequel figure le tube disco de 1978 Let's All Chant du groupe Michael Zager. La chanson avait été jouée pour la première fois par Pete Tong lors de son émission sur Radio 1 à la fin de 2007. Finalement, le remix dirty south de la chanson a été diffusé sur Internet en janvier 2008. La chanson a depuis reçu une sortie beaucoup plus vaste via Positiva Records, incluant également le remix de Laidback Luke. Il a produit avec Eric Prydz sous le nom de A&P Project. En outre, il a créé avec son ami Axwell une piste sous le nom de Supermongo, plus tard renommé Supermode. Ils ont fait une reprise d'un vieux morceau de Bronski Beat, l'appelant Tell Me Why. Cela a été publié via l’empreinte Data Records de Ministry of Sound à l’été 2006. Les productions de Steve Angello peuvent principalement être classées en tant que house (Summer Noize), progressive house (Yeah), tech house (Partouze) et électro house (Pleut encore). Il possède également son propre label, Size Records. Le frère de Steve Angello, Antoine Josefsson, est un DJ et un producteur qui s'appelle AN21. Ensemble, ils ont sorti les morceaux Valodja, Flonko et Swing N Swoosh.

### Sebastian Ingrosso

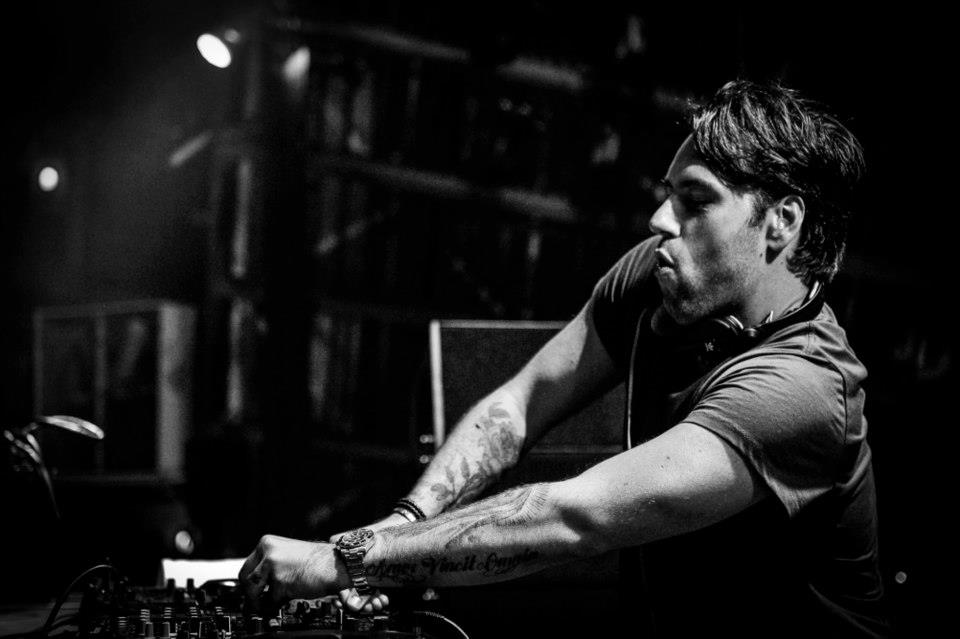
Sebastian Ingrosso

Sebastian Ingrosso (né le 20 avril 1983) classé 26e rang du Top 100 DJ Mag par le DJ Magazine en 2011, classé 18e en 2013, remporte le prix de la plus haute entrée dans le classement en 2009, un record battu seulement par Deadmau5 dans la liste des 100 meilleurs DJ 2008 au no 11. En 2009, Sebastian Ingrosso assiste aux sorties de Laktos, Kidsos, Echo Vibes et Meich (dirty south) sur sa propre empreinte Refune, How Soon Is Now (mettant en vedette Julie McKnight avec David Guetta et Dirty South), ainsi que l'hymne de stormer House Leave the World Behind avec Axwell, Steve Angello et Laidback Luke, avec Deborah Cox au chant. Il co-écrit et co-produit le morceau Cupid Boy de l'album Aphrodite de Kylie Minogue avec Magnus Lidehäll, Nick Clow et Luciana Caporaso. Sebastian Ingrosso produit également des morceaux pour Lazee (Rock Away) et Kid Sister (Right Hand Hi avec Steve Angello). Les artistes remixés au cours des années incluent Justin Timberlake, Moby, Röyksopp, Hard-Fi et Deep Dish. En 2012, Sebastian Ingrosso a publié son nouvel hymne de début 2011, Calling, avec Alesso. L'année suivante, une version vocale de l'hymne parut avec Ryan Tedder de OneRepublic, intitulée Calling (Lose My Mind). La chanson a atteint la deuxième place du top 10 de Beatport. Son dernier single avec Tommy Trash, Reload, est sorti en 2012, puis une version vocale mettant en vedette John Martin en juin 2013.

### Steve Angello
Steve Angello publie son premier album studio le 22 janvier 2016, intitulé Wild Youth. Le deuxième album studio de Steve Angello, Human, est sorti le 27 avril 2018, un mois après la réunion du groupe à Ultra Music Festival à Miami.

### Axwell Λ Ingrosso
À la suite de leur séparation, en mars 2013, Axwell et Sebastian Ingrosso décident de former un duo censé préserver la mémoire de la Swedish House Mafia. Ils commencent les shows en septembre de cette année notamment à l'Ushuaïa Ibiza Beach Hotel, puis ils prennent une pause pour continuer leurs projets personnels. En début d'année 2014, est annoncé leur retour pour le 8 juin 2014 à New York pour des DJ sets ainsi que d'autres dates, parmi lesquelles leur retour à l'Ushuaïa attendu pour l'été. Depuis le début du mois de juin 2014, Axwell et Sebastian Ingrosso unifient leurs pages Facebook en une seule, se nommant Axwell Λ Ingrosso. À la suite de cela, le magazine DJ Mag France révèle aux fans francophones que Axwell Λ Ingrosso doivent sortir un album studio, composé des principaux titres de leurs sets live à l'Ushuaïa Ibiza Beach Hotel. Début novembre, leur premier single est dévoilé, il s'intitule Something New. Le duo a publié d'autres nouveaux singles tels que More Than You Know et Sun Is Shining, ce dernier réalisant le numéro 1 en Suède. Le 8 décembre 2017, le groupe a publié son premier album studio, More Than You Know, qui comprend toute leur musique précédente et qui a culminé au numéro 12 sur les charts suédois.

## Discographie

### Albums studio
- 2010 : Until One
- 2012 : Until Now
- 2022 : Paradise Again

## Logos

Logo animé.
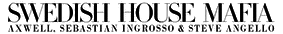
Ancien logo.

## Top 100DJ Mag
- 2010 : 23e (entrée)
- 2011 : 10e
- 2012 : 12e
- 2013 : 26e
- 2018 : 63e (rentrée)
- 2019 : 42e
- 2020 : 84e